# Paraburnetia
Paraburnetia este un gen dispărut de biarmosuchian din familia Burnetiidae, care face parte din ordinul terapsidelor. Specia tip a acestuia, Paraburnetia sneeubergensis, a fost descrisă în 2006 pe baza exemplarului holotip (SAM-PK-K10037) descoperit în stratele geologice ale permianului târziu din Africa de Sud, la poalele lanțului muntos Sneeuberge, de la care își trage numele. Fosila constă dintr-un craniu complet, cu mandibulă, având trăsături foarte asemănătoare cu cele ale genului Proburnetia identificat în Rusia. Caracteristică pentru ambele genuri este prezența unei creste nazale mediane bine dezvoltate și a protuberanțelor supraorbitale înalte. Relația filogenetică strânsă dintre cele două genuri demonstrează existența unor interschimburi frecvente, la distanță mare, pe direcția nord-sud, în perioada permianului târziu, de-a lungul întregului supracontinent Pangeea. Craniul păstrat al exemplarului de Paraburnetia sneeubergensis măsoară 17,5 cm, ceea ce sugerează că animalul atingea probabil o lungime de 1,2 m.